# Stenoterommata gugai
Espèce
Stenoterommata gugai est une espèce d'araignées mygalomorphes de la famille des Pycnothelidae.

## Distribution
Cette espèce est endémique de Santa Catarina au Brésil,. Elle se rencontre sur l'île de Santa Catarina.

## Description
Le mâle holotype mesure 12,79 mm et la femelle paratype 17,93 mm.

## Étymologie
Cette espèce est nommée en l'honneur de Gustavo Kuerten surnommé Guga.

## Publication originale
- Indicatti, Chavari, Zucatelli-Júnior, Lucas & Brescovit, 2017 : Six new species of silk-lined burrow spider genus Stenoterommata Holmberg, 1881 (Araneae, Nemesiidae) from southern Brazil. Zootaxa, no 4254(4), p. 435-456.